# Pengemarked
Pengemarkedet er det marked hvorpå der bliver handlet med penge. Udbuddet sættes delvist af pengeudstederen, i Danmark Nationalbanken, og måles i pengemængden. Efterspørgslen derimod stammer fra husholdningerne og virksomhederne og deres behov for likvide midler.
Vigtige begreber på pengemarkedet er bl.a.
- Prisniveauet, som er et mål for hvor mange penge der skal til for at købe en given kurv med goder.
- Værdien af penge, som er størrelsen på en kurv med goder, en given mængde penge kan købe.

## Pengemarkedet på lang sigt

### Kvantitetsteorien

#### Grafisk
Som på alle andre markeder gælder det på pengemarkedet om, at finde ud af hvad der skaber ligevægt mellem udbud og efterspørgsel. På det lange sigt kan priserne svinge ubegrænset og det ses derfor, at det er priserne som skaber ligevægten.
- Et højt prisniveau fører til en overefterspørgsel efter penge. Derfor vil husholdningerne og virksomhederne holde på penge og undgå at købe, hvilket vil presse prisniveauet ned pga. lavere efterspørgsel, da samfundets evne til at producere ikke har ændret sig.

- Et lavt prisniveau fører til en underefterspørgsel efter penge. Derfor vil husholdningerne og virksomhederne købe løs (eller låne ud til andre som forbruger), hvilket vil presse prisniveauet op pga. højere efterspørgsel, da samfundets evne til at producere ikke har ændret sig.

En udvidelse af pengemængden vil efter lignende ligevægtsdannende principper få prisniveauet til at falde fra A til B.

#### Algebraisk
Kvantitetsteoriens opfattelse af pengemarkedet og dets ligevægt kan også udtrykkes gennem identiteten (kvantitetsligningen): V x M = P x Y, hvor V er pengenes omløbshastighed, M er pengemængden, P er prisniveauet og Y er det reale produktionsniveau.
I kvantitetsteorien antages det desuden, at V er konstant og Y også er det på kort sigt (og ikke berøres af ændringer i pengemængden jf. den klassiske dikotomi), og derved fås det, at en udvidelse af pengemængden må afspejle sig i en stigning i prisniveauet.
Pengevækst fører altså ifølge kvantitetsteorien til inflation.